# A Few Seconds Before Happiness

Alguns segundos antes da felicidade

A Few Seconds Before Happiness é uma foto em preto e branco de 1955 que mostra um homem que esconde um cachorrinho por trás das costas, prestes a mostrá-lo a um menino. A foto se tornou viral após a sua publicação no Twitter por Banksy, artista de rua britânico, em 28 de novembro de 2017.